# Bék Timur
Bék Timur (Komló, 1997. január 12. –) magyar költő.

## Élete
1997. január 12-én született Komlón Bék Gerzson (1973–2020) és Nagy Mónika (1972–) egyetlen gyermekeként. Elemi tanulmányait Szászváron végezte, majd a bonyhádi Petőfi Sándor Evangélikus Gimnáziumban érettségizett. 2015 óta a Szegedi Tudományegyetem Bölcsészet- és Társadalomtudományi Karának hallgatója média-, mozgókép- és kommunikációtanár – magyartanár osztatlan tanárképzési szakon. Jelenleg Szegeden él.

## Irodalmi pályafutása
2016-ban jelentek meg először versei az Irodalmi Jelenben, azóta többek között a Bárka, a Tiszatáj, a Kortárs, a Helikon és az Előretolt Helyőrség irodalmi-kulturális melléklet közölte írásait.
2016 és 2019 között az Előretolt Helyőrség Íróakadémia pályakezdő ösztöndíjasa volt, 2019-től ugyanitt elsőkötetes ösztöndíjas.
2018-ban megírta Entrópia című szonettkoszorúját, mellyel szakmabeliek és az olvasók között egyaránt sikert aratott.
Első verseskötete 2019-ben jelent meg Aszterión címmel, amiért Khelidón-díjat, Gérecz Attila-díjat és Debüt-díjat kapott.
2016 óta rendszeresen részt vesz irodalmi rendezvényeken. Felolvasott az A38 hajón, a Petőfi Irodalmi Múzeumban, a Margó Irodalmi Fesztivál és Könyvvásáron, továbbá több fővárosi és vidéki kulturális rendezvénytéren, kocsmában és gimnáziumban.
A 2020-ban induló KMI 12 elnevezésű program egyik szereplője.
2020 májusától a Bárkaonline Ütőér rovatának tárcaírója.
2020 szeptemberében a Szonettpárbaj rendezvényen 2. helyezést ért el.
2020 óta a Magyar Írószövetség tagja.

## Művei

### Önálló kötetei
- Aszterión (versek); Előretolt Helyőrség Íróakadémia, Bp., 2019 (Enumeráció)

### Antológiák
- Enumeráció (Válogatás az Előretolt Helyőrség Íróakadémia tagjainak alkotásaiból, szerk.: Nagy Koppány Zsolt, 2016)
- Körkörös II. (A Körös Irodalmi Társaság antológiája, 2019)
- Lehetnék bárki – Kortárs és kortalan versek (szerk.: Péczely Dóra, Tilos az Á Könyvek, 2020)

## Díjai
- Khelidón-díj (2019)
- Gérecz Attila-díj (2020)
- Merítés-díj (2020, jelölés)
- Debüt-díj (2020)

## Kritikák, recenziók, ajánlók
- Alföldy Jenő: A szerepjáték alanya és tárgya Irodalmi Jelen, 2019. július 23.
- Smid Róbert: A rendezetlenség szabályos keretezése Bárka Online, 2019. december 13.
- Szentmártoni János: Négy indulás Helyőrség, 2020. május 22.
- Aszterión, a csillagközi vándor SZTE Hírportál, 2020. június 9.

## Interjúk
- Sosem untam meg valamit azért, mert megértettem Bárka Online, 2019. november 29.
- 231. adás: Bék Timur, Pejin Lea, Regős Mátyás Belső közlés, 2019. december 10.
- Mínosz rasztája Olvasat, 2020. január 10.
- Ír, kocsmafilozofál és tanul Archiválva 2020. október 27-i dátummal a Wayback Machine-ben Hajónapló, 2020. augusztus 2.
- A költő mackónadrágban is költő Archiválva 2020. október 27-i dátummal a Wayback Machine-ben Hajónapló, 2020. szeptember 7.